# Plafondbed

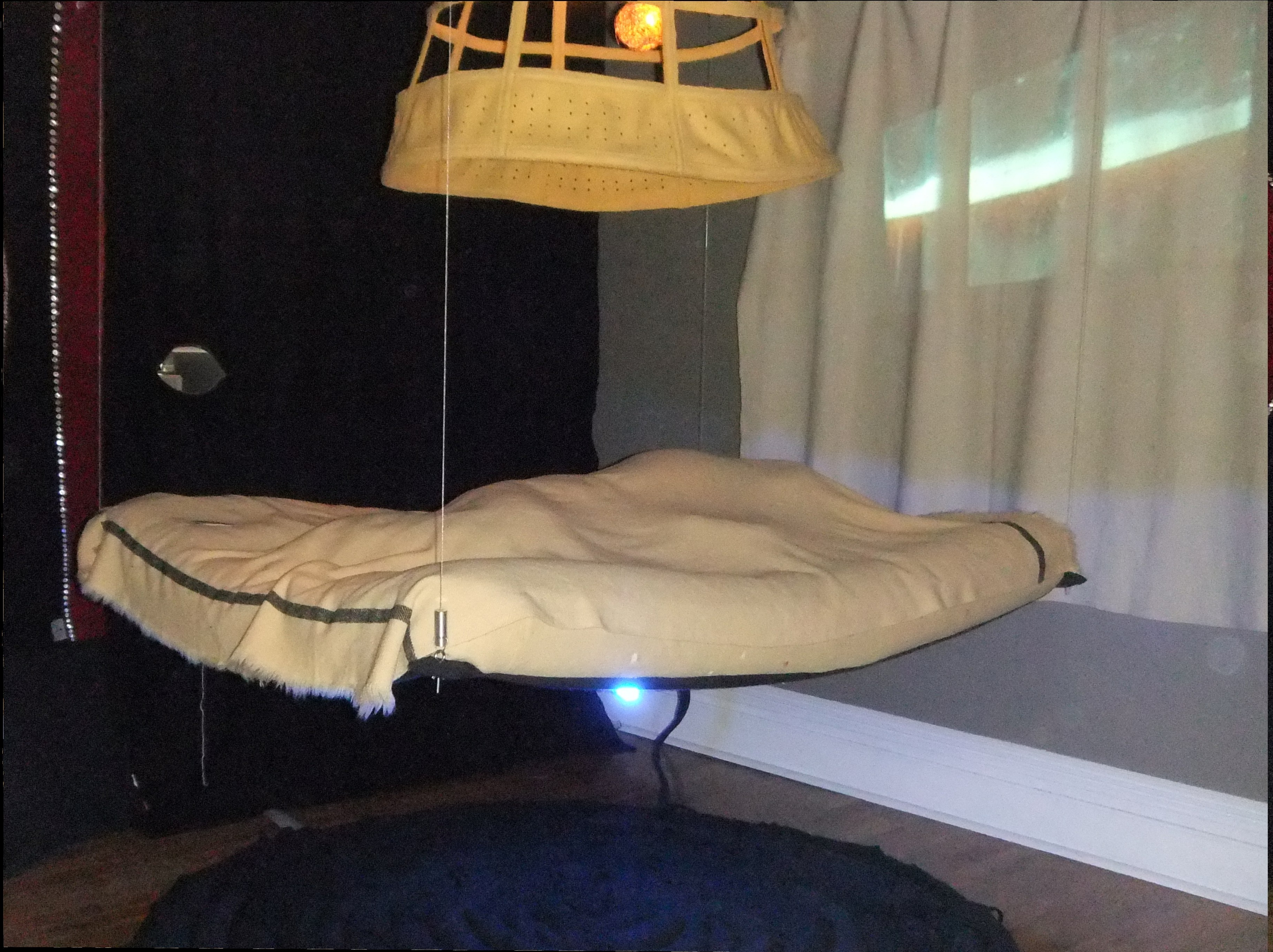
Een hangend hotelbed.

Een plafondbed is een bed dat zich aan of in het plafond bevindt met een zodanige constructie dat het bed als het niet in gebruik is tegen het plafond hangt.
Een plafondbed is een alternatief voor de slaapbank of zetelbed. Het bed neemt geen ruimte in overdag. Plafondbedden worden onder meer toegepast in kampeerauto's, maar ook in studio's en appartementen. Luxe uitvoeringen zijn er in de vorm van een liftbed.